# 4608 Wodehouse
4608 Wodehouse је астероид главног астероидног појаса чија средња удаљеност од Сунца износи 2,362 астрономских јединица (АЈ).
Апсолутна магнитуда астероида је 12,9.